# Pozzallo
Pozzallo est une commune italienne de la province de Raguse, dans la région Sicile.

## Administration
| Période                                  | Période | Identité | Étiquette | Qualité |
| ---------------------------------------- | ------- | -------- | --------- | ------- |
|                                          |         |          |           |         |
| Les données manquantes sont à compléter. |         |          |           |         |

### Hameaux
Pozzallo.

### Communes limitrophes
Ispica, Modica.

## Personnalités liées à Pozzallo
- Giorgio La Pira (1904-1977), universitaire et homme politique ;
- Giorgio Demetrio Gallaro (1948), éparque de l'éparchie de Piana degli Albanesi depuis le 31 mars 2015.